# فرناندو رابوسو
فرناندو رابوسو (بالفرنسية: Fernando Raposo)‏ مواليد 7 يوليو 1989 في شتوتغارت، هو لاعب كرة سلة فرنسي. بدأ مسيرته الاحترافية في سنة 2006. يلعب مع بي سي إم جرافيلين في الدوري الفرنسي لكرة السلة الدرجة الأولى كلاعب وسط. يحمل الرقم 70. يبلغ طوله 6 قدم 9 بوصة (2.1 م).

## المسيرة الاحترافية
لعب مع أورليان لواريت في الدوري الفرنسي من سنة 2012 إلى 2015، ثم لعب مع جاي إس إف نانتير في موسم 2015–2016، ثم لعب مع بي سي إم جرافيلين في الدوري الفرنسي في سنة 2016.

## روابط خارجية
- فرناندو رابوسو على موقع الاتحاد الدولي لكرة السلة (الإنجليزية)
- فرناندو رابوسو على موقع كرة السلة الأوروبية.كوم (الإنجليزية)
- فرناندو رابوسو على موقع ريلجم (الإنجليزية)
- فرناندو رابوسو على موقع بروبوليرز (الإنجليزية)
- فرناندو رابوسو على موقع سبورتس رفرنس (الإنجليزية)